# Walther Rathenau
Walther Rathenau (ur. 29 września 1867 w Berlinie, zm. 24 czerwca 1922 tamże) – niemiecki przemysłowiec, pisarz, polityk, minister, sygnatariusz układu w Rapallo.

## Życiorys

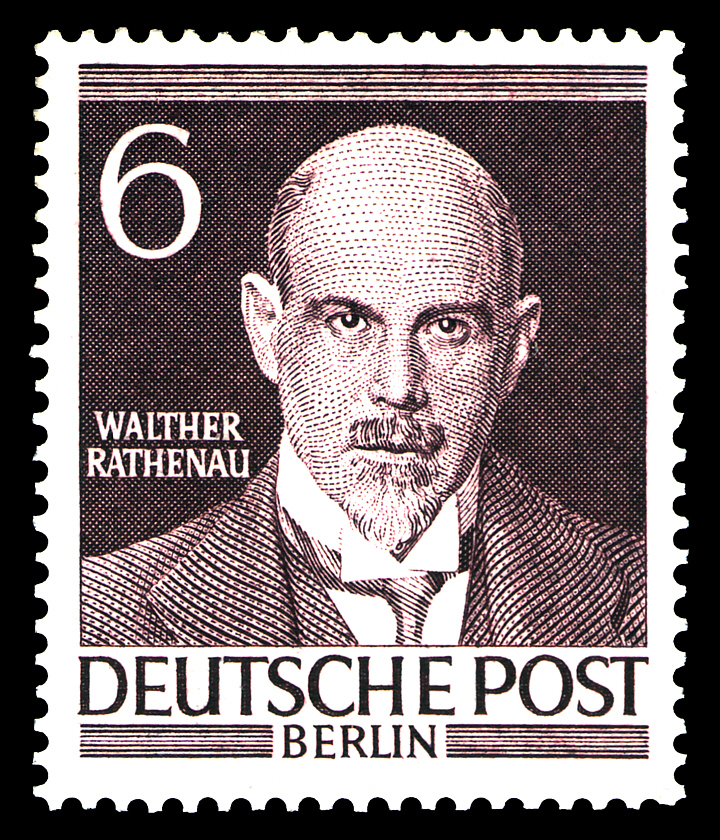
Walther Rathenau na niemieckim znaczku pocztowym z 1952

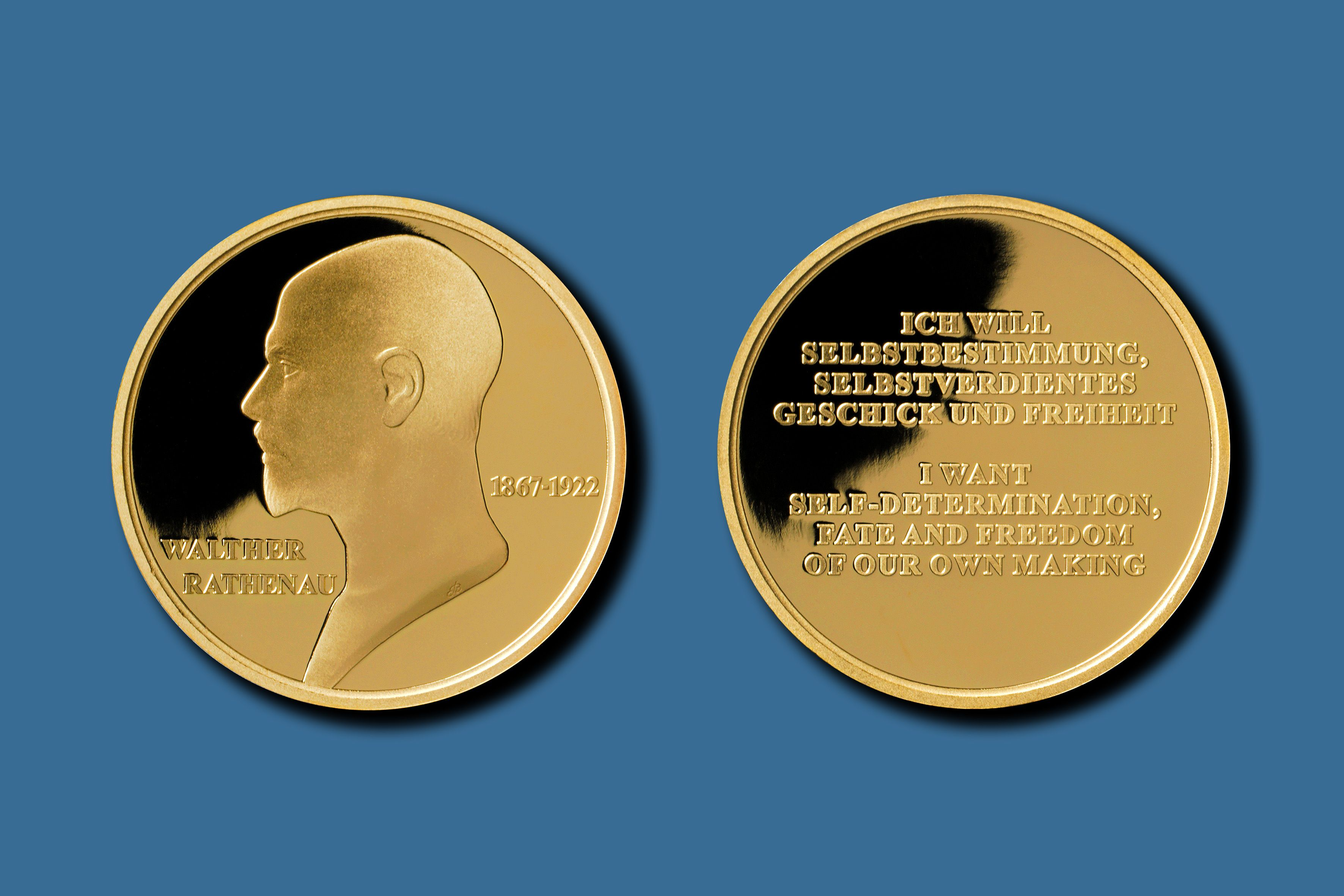
Walther-Rathenau-Preis, złoty medal z portretem Walthera Rathenaua, przyznawany za wybitne życiowe osiągnięcia w polityce międzynarodowej

Pochodził z rodziny żydowskiej. Był synem Emila Rathenau – niemieckiego przemysłowca zajmującego się elektrycznością, który kupił patenty Edisona i stworzył koncern elektrotechniczny AEG.
Studiował w Berlinie i Strasburgu. W wieku 26 lat stanął na czele spółki aluminiowej. W 1889 jego ojciec zaproponował mu wysokie stanowisko w AEG. Po I wojnie światowej został ministrem odbudowy (1921) i ministrem spraw zagranicznych (1922) – w latach Republiki Weimarskiej. W 1922 podpisał układ w Rapallo – z niepokojem przyjęty przez polską opinię publiczną jako zapowiedź współpracy niemiecko-radzieckiej.
Był uważany przez swych wrogów za przedstawiciela ancien régimu. Organizacja Consul – grupa terrorystów – zdecydowała się go zabić, by sprowokować upadek państwa. Terroryści przeszli do działania 24 czerwca 1922. Jadący kabrioletem dwaj mężczyźni, z twarzami zasłoniętymi kapturami, zbliżyli się do samochodu ministra. Rathenau został zastrzelony serią wystrzałów z pistoletu maszynowego MP 18. Zamachowcy uciekli, rzucając granatami. W wyniku szeroko zakrojonej akcji policyjnej większość grup nacjonalistycznych została rozbita.